# Corgatha thyridioides
Corgatha thyridioides là một loài bướm đêm trong họ Erebidae.